# Subaru of Indiana Automotive
Pour les articles homonymes, voir SIA.
La Subaru of Indiana Automotive, Inc ou SIA est une usine d'automobile aux États-Unis où sont actuellement construites les Subaru Outback, Legacy et Tribeca.

## Écologie
La SIA a été la première usine automobile des États-Unis à ne produire aucun déchet d'enfoissement. Aussi, elle est le premier site d'assemblage automobile américain qualifié de « site respectueux de la faune environnante » par la National Wildlife Federation. L'usine a eu en 2008 le prix WasteWise Gold pour la lutte contre les changements climatiques par l'EPA.

## Modèle assemblé
- Subaru Outback
- Subaru Legacy
- Subaru Tribeca (2006-présent)
- Toyota Camry (2007-présent)

### Ancien modèle
- Honda Passport
- Isuzu Rodeo
- Isuzu Axiom
- Subaru Baja